# Birger Hedelin

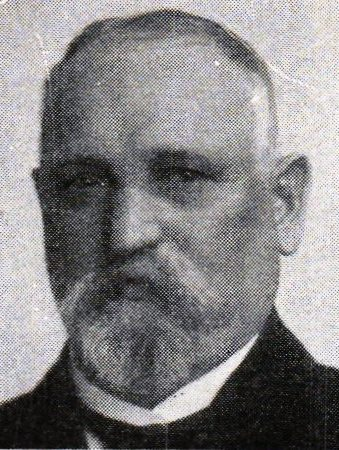
Birger Hedelin

Johannes Birger Hedelin, född 20 juli 1873 i Gingri församling, Älvsborgs län, död 23 november 1939, var en svensk veterinär.
Hedelin blev student vid Stockholms högskola 1894 och avlade veterinärexamen 1900. Han var adjunkt vid Veterinärinstitutet 1901–04 och besiktningsveterinär vid Malmö kommunala slakthus 1904–05. Han blev lektor 1904 och professor 1918 i hästskötsel och hovbeslagslära vid Alnarps lantbruksinstitut.
Hedelin utgav veterinärvetenskapliga arbeten, bedrev en omfattande privat praktik och innehade flera hedersuppdrag i sydsvenska veterinärsammanslutningar, bland annat som mångårig vice ordförande i Skånska veterinärföreningen.